# Eosentomon spanum
Eosentomon spanum är en urinsektsart som beskrevs av Yin 1986. Eosentomon spanum ingår i släktet Eosentomon och familjen trakétrevfotingar. Inga underarter finns listade i Catalogue of Life.